# Nazionale maschile di calcio a 5 della Svezia
La nazionale di calcio a 5 della Svezia è la rappresentativa di calcio a 5 nazionale della Svezia ed è posta sotto l'egida della Federazione calcistica svedese.

## Rosa attuale
Aggiornata alle qualificazioni all'UEFA Futsal Championship 2014
| N. | Pos. | Giocatore             | Data nascita (età) | Pres. | Squadra              |
| -- | ---- | --------------------- | ------------------ | ----- | -------------------- |
| 1  | P    | Robin Armandt         | 5 novembre 1986    | 3     | Malmö City FC        |
| 12 | P    | Alli Darwich          | 26 ottobre 1979    | 3     | Falcao Futsal Club   |
| 10 | D    | Nicklas Asp (C)       | 10 gennaio 1986    | 3     | Göteborg Futsal Club |
|    |      | Bilos Yonakhir        |                    | 0     | IFK Skövde           |
|    | A    | Kristian Legiec       | 9 dicembre 1986    | 1     | Malmö City FC        |
| 13 | A    | Dan Mönell            | 20 gennaio 1992    | 3     | Göteborg Futsal Club |
| 6  |      | Hannah Abraham        | 10 dicembre 1988   | 3     | IFK Skövde           |
| 14 |      | Sargon Abraham        | 7 febbraio 1991    | 3     | IFK Skövde           |
| 11 |      | Simon Chekroun        | 8 novembre 1986    | 3     | Futsal Club Ibra     |
| 3  |      | Gustav Karlsson       | 14 agosto 1984     | 3     | IFK Skövde           |
|    |      | Christoffer Skoog     |                    | 2     | Örebro Futsal Club   |
| 4  |      | Nikola Ladan          | 15 marzo 1993      | 3     | Qviding FIF          |
| 2  |      | Angelo Vega Rodriguez | 3 gennaio 1985     | 3     | Futsal Club Ibra     |
| 8  |      | Mentor Zhubi          | 1º maggio 1984     | 3     | Futsal Club Ibra     |

## Risultati

### Campionato mondiale
| Anno   | Luogo         | Piazzamento      | Pd | V | N | P | GF | GS |   |
| ------ | ------------- | ---------------- | -- | - | - | - | -- | -- | - |
| 1989   | Paesi Bassi   | Non partecipante | -  | - | - | - | -  | -  |   |
| 1992   | Hong Kong     | Non partecipante | -  | - | - | - | -  | -  |   |
| 1996   | Spagna        | Non partecipante | -  | - | - | - | -  | -  |   |
| 2000   | Guatemala     | Non partecipante | -  | - | - | - | -  | -  |   |
| 2004   | Taipei cinese | Non partecipante | -  | - | - | - | -  | -  |   |
| 2008   | Brasile       | Non partecipante | -  | - | - | - | -  | -  |   |
| 2012   | Thailandia    | Non partecipante | -  | - | - | - | -  | -  |   |
| 2016   | Colombia      | Non qualificata  | -  | - | - | - | -  | -  |   |
| Totale | Totale        | 0/7              | -  | - | - | - | -  | -  | - |

### Campionato europeo
| Anno   | Luogo      | Piazzamento      | Pd | V | N | P | GF | GS |   |
| ------ | ---------- | ---------------- | -- | - | - | - | -- | -- | - |
| 1996   | Spagna     | Non partecipante | -  | - | - | - | -  | -  |   |
| 1999   | Spagna     | Non partecipante | -  | - | - | - | -  | -  |   |
| 2001   | Russia     | Non partecipante | -  | - | - | - | -  | -  |   |
| 2003   | Italia     | Non partecipante | -  | - | - | - | -  | -  |   |
| 2005   | Rep. Ceca  | Non partecipante | -  | - | - | - | -  | -  |   |
| 2007   | Portogallo | Non partecipante | -  | - | - | - | -  | -  |   |
| 2010   | Ungheria   | Non partecipante | -  | - | - | - | -  | -  |   |
| 2012   | Croazia    | Non partecipante | -  | - | - | - | -  | -  |   |
| 2014   | Belgio     | Non qualificata  | -  | - | - | - | -  | -  |   |
| 2016   | Serbia     | Non qualificata  | -  | - | - | - | -  | -  |   |
| 2018   | Slovenia   | Non qualificata  | -  | - | - | - | -  | -  |   |
| Totale | Totale     | 0/11             | -  | - | - | - | -  | -  | - |